# Futbol Club Barcelona Bàsquet 1997-1998
Questa voce raccoglie le informazioni riguardanti il Futbol Club Barcelona Bàsquet nelle competizioni ufficiali della stagione 1997-1998.

## Stagione
La stagione 1997-1998 del Futbol Club Barcelona Bàsquet è la 40ª nel massimo campionato spagnolo di pallacanestro, la Liga ACB.
Grazie alla sentenza Bosman, dalla stagione precedente, le società continentali approfittarono della possibilità di schierare un numero illimitato di giocatori comunitari, e gli stessi cestisti giovarono della più ampia libertà contrattuale loro concessa.

## Roster
Aggiornato al 3 gennaio 2025.
| FC Barcelona 1997-98 | FC Barcelona 1997-98 |
| Giocatori            | Staff tecnico        |
| -------------------- | -------------------- |

| N. | Naz.                                     | Ruolo | Nome                 | Anno | Alt.   | Peso   |  |
| -- | ---------------------------------------- | ----- | -------------------- | ---- | ------ | ------ |  |
| 4  | Spagna (bandiera)                        | AG    | Andrés Jiménez (C)   | 1962 | 205 cm | 91 kg  |  |
| 5  | Spagna (bandiera)                        | P     | Rafael Jofresa       | 1966 | 183 cm | 81 kg  |  |
| 5  | Spagna (bandiera)                        | P     | Josep Manel Marcos   | 1978 | 183 cm |        |  |
| 6  | Spagna (bandiera)                        | G     | Roger Esteller       | 1972 | 191 cm | 94 kg  |  |
| 7  | Spagna (bandiera)                        | C     | Víctor Alemany       | 1975 | 206 cm |        |  |
| 7  | Stati Uniti (bandiera)                   | C     | Amal McCaskill       | 1973 | 209 cm | 107 kg |  |
| 8  | Spagna (bandiera)                        | C     | Quique Andreu        | 1967 | 207 cm | 102 kg |  |
| 8  | Spagna (bandiera)                        | C     | Alfons Alzamora      | 1979 | 205 cm | 103 kg |  |
| 9  | Spagna (bandiera)                        | AP    | Xavi Fernández       | 1968 | 194 cm | 90 kg  |  |
| 10 | Jugoslavia (bandiera)                    | P     | Aleksandar Đorđević  | 1967 | 188 cm | 90 kg  |  |
| 10 | Spagna (bandiera)                        | G     | Juan Carlos Navarro  | 1980 | 190 cm | 78 kg  |  |
| 11 | Argentina (bandiera) · Spagna (bandiera) | AG    | Marcelo Nicola       | 1971 | 207 cm | 102 kg |  |
| 12 | Spagna (bandiera)                        | C     | Roberto Dueñas       | 1975 | 221 cm | 131 kg |  |
| 13 | Stati Uniti (bandiera)                   | AC    | Jerrod Mustaf        | 1969 | 208 cm | 107 kg |  |
| 14 | Grecia (bandiera)                        | C     | Euthymīs Rentzias    | 1976 | 212 cm | 115 kg |  |
| 16 | Spagna (bandiera)                        | P     | Juan Pedro Cazorla   | 1976 | 190 cm |        |  |
| 16 | Spagna (bandiera)                        | AP    | Rodrigo de la Fuente | 1976 | 200 cm | 96 kg  |  |

| Allenatore |
| - Manel Comas (fino all'11 novembre) - Joan Montes (dall'11 novembre)                                                                                |
| Assistente/i |
| - Joan Montes (fino all'11 novembre) - Josep María Oleart (fino all'11 novembre) - Juan Llaneza Legenda - (C) Capitano - (IN) Inattivo - Infortunato |

## Mercato

### Sessione estiva
| Acquisti | Acquisti          | Acquisti       | Acquisti   | Acquisti |
| R.a      | Nome              | da             | Modalità   |          |
| -------- | ----------------- | -------------- | ---------- | -------- |
| AG       | Marcelo Nicola    | Panathīnaïkos  | definitivo |          |
| C        | Euthymīs Rentzias | PAOK Salonicco | definitivo |          |

| Cessioni | Cessioni             | Cessioni    | Cessioni       | Cessioni |
| R.       | Nome                 | a           | Modalità       |          |
| -------- | -------------------- | ----------- | -------------- | -------- |
| P        | Salva Díez           | Siviglia    | fine contratto |          |
| G        | José Antonio Montero | CSP Limoges | fine contratto |          |
| AP       | Manel Bosch          | Siviglia    | fine contratto |          |
| AP       | Artūras Karnišovas   | Olympiakos  | fine contratto |          |
| AC       | Ramón Rivas          | AEK Atene   | fine contratto |          |
| C        | Oriol Junyent        | Granada     | prestito       |          |

### Dopo l'inizio della stagione
| Acquisti | Acquisti             | Acquisti          | Acquisti      | Acquisti   |
| R.       | Nome                 | da                | Data          | Modalità   |
| -------- | -------------------- | ----------------- | ------------- | ---------- |
| AP       | Rodrigo de la Fuente | Wash. St. Cougars | gennaio 1998  | definitivo |
| C        | Amal McCaskill       | Fort Wayne Fury   | febbraio 1998 | definitivo |

| Cessioni | Cessioni | Cessioni | Cessioni | Cessioni |
| R.       | Nome     | a        | Data     | Modalità |
| -------- | -------- | -------- | -------- | -------- |